# Петров, Роман Александрович
Роман Александрович Петров — киргизский фехтовальщик. Участник Олимпийских игр 2020 в Токио.

## Биография
Родился в Бишкеке 19 сентября 1991 года. В 1997 году переехал в Выборг, где начал тренироваться в «Фаворите». С 2001 года тренировался под началом Игоря Владимировича Сидорова. С 2014 года является тренером в «Фаворите».
Участвовал в Чемпионате мира по фехтованию 2013 года и чемпионате мира по фехтованию 2014 года. Получил звание мастера спорта Киргизской республики международного класса после завоевание бронзовых медалей в командном соревновании на Чемпионате Азии по фехтованию 2014 года. Он представлял Кыргызстан на Азиатских играх 2014 года, где участвовал как в индивидуальных, так и в командных соревнованиях среди мужчин. Так же выступал за сборную на Азиатских играх 2018.
Он представлял Кыргызстан на летних Олимпийских играх 2020, которые также ознаменовали его дебютное выступление на Олимпийских играх. Первый свой матч в 1/32 Роман выиграл, однако уже в 1/16 он проиграл и выбыл из соревнования.